# الكسا بالادينو
الكسا بالادينو (بالإنجليزية: Aleksa Palladino)‏ مواليد 21 سبتمبر 1980 في نيويورك، هي ممثلة أمريكية بدأت مسيرتها الفنية عام
1996.

## وصلات خارجية
- الكسا بالادينو على موقع IMDb (الإنجليزية)
- الكسا بالادينو على موقع ميتاكريتيك (الإنجليزية)
- الكسا بالادينو على موقع قاعدة بيانات الأفلام العربية
- الكسا بالادينو على موقع ألو سيني (الفرنسية)
- الكسا بالادينو على موقع أول موفي (الإنجليزية)
- الكسا بالادينو على موقع قاعدة بيانات الأفلام السويدية (السويدية)
- الكسا بالادينو على موقع ديسكوغز (الإنجليزية)
- الكسا بالادينو على موقع قاعدة بيانات الفيلم (الإنجليزية)
- الكسا بالادينو على موقع ليتربوكسد (الإنجليزية)
- الكسا بالادينو على موقع كينوبويسك (الروسية)